# Josiah S. Johnston
Josiah S. Johnston (Salisbury, 1784. november 24. – Red River, 1833. május 19.) az Amerikai Egyesült Államok szenátora (Louisiana, 1824–1833).